# Apita
Apita (belarusiska: Апіта) är ett vattendrag i Belarus. Apita är en biflod till floden Njoman, och ligger i voblasten Hrodna voblast, i den nordvästra delen av landet, 130 kilometer väster om huvudstaden Minsk.